# Wybory parlamentarne w Republice Weimarskiej w lipcu 1932 roku
Wybory do izby niższej parlamentu Republiki Weimarskiej (Reichstagu), odbyły się 31 lipca 1932 roku. Wybory wygrała po raz pierwszy partia NSDAP. Kanclerzem pozostał Franz von Papen, rząd składał się z członków partii Centrum, DNVP oraz bezpartyjnych ministrów. W wyniku braku porozumienia w sprawie utworzenia rządu koalicyjnego 6 listopada rozpisano nowe wybory do Reichstagu.

## Rezultaty wyborów

### Wyniki wyborów
31 lipca 1932 r. wybory do Reichstagu przyniosły NSDAP kolejny po wyborach z 1930 roku, potężny zastrzyk siły, więcej niż podwajając liczbę oddanych na nich głosów, z 6,4 mln do 13,8 mln i czyniąc z nich zdecydowanie największe ugrupowanie w Reichstagu. Zdobyli 230 miejsc, a więc niemal o 100 więcej niż drugie pod względem liczebności stronnictwo, czyli socjaldemokraci, którym udało się ograniczyć straty do 10 mandatów i skierować do nowej legislatury 133 przedstawicieli. 18,3% głosów uzyskane przez nazistów we wrześniu 1930 r. również podwoiło się do 37,4%. Polaryzacja sceny politycznej została zaakcentowana kolejnym wzrostem po stronie komunistów, którzy teraz, w miejsce 77 deputowanych, mieli posłać do Reichstagu 89 przedstawicieli, a podczas gdy Partia Centrum także zdołała zdobyć więcej głosów i uzyskać w nowym parlamencie 75 mandatów, jej najlepszy wynik w historii, kolejną stratę zanotowali narodowcy, zmniejszając swój dorobek z 41 do 37 miejsc. Partia Ludowa straciła 24 ze swoich 31 miejsc. Skrajnie prawicowych grup odłamowych, które w 1930 r. przyciągnęły tak liczne poparcie wyborców z klasy średniej, teraz również spotkał krach, udało im się zachować jedynie 9 z uzyskanych wcześniej 55 mandatów.

Okręgi pokolorowane zgodnie z partią, która otrzymała najwięcej głosów

#### Dokładna liczba głosów na poszczególne partie
| Partia     | Głosy      | %          | Mandaty    | %    |
| ---------- | ---------- | ---------- | ---------- | ---- |
| NSDAP      | 13 779 017 | 37,4       | 230        | 37,8 |
| SPD        | 7 959 712  | 21,6       | 133        | 21,9 |
| KPD        | 5 369 708  | 14,6       | 89         | 14,6 |
| Centrum    | 4 589 430  | 12,4       | 75         | 12,3 |
| DNVP       | 2 713 827  | 7,4        | 45         | 7,4  |
| BVP        | 1 350 047  | 3,7        | 24         | 4    |
| Inne       | 1 400 340  | 2,9        | 12         | 2    |
| Razem      | 37 162 081 | 100        | 608        | 100  |
| Frekwencja | Frekwencja | Frekwencja | Frekwencja | 84,1 |
| Źródło:    |            |            |            |      |

### Przyczyny sukcesu NSDAP
Przyczyny stojące za wyborczym sukcesem nazistów z lipca 1932 r. były w zasadzie takie same jak we wrześniu 1930 r.; niemal dwa kolejne lata gwałtownie pogłębiającego się kryzysu społecznego, politycznego i gospodarczego sprawiły, że owe czynniki miały jeszcze większe znaczenie niż poprzednio. Wybory potwierdziły status partii nazistowskiej jako koalicji łączącej niezadowolonych ze zdecydowaną klasą średnią, która wyzbyła się wahania okazanego dwa lata wcześniej, kiedy to zwróciła się ku rozłamowym ugrupowaniom prawicy. W tym okresie niemal wszyscy wyborcy z klasy średniej przeszli do szeregów elektoratu partii nazistowskiej. Co drugi wyborca, który we wrześniu 1930 r. poparł ugrupowania rozłamowe przerzucił się na nazistów, podobnie jak co trzeci głosujący w poprzednich wyborach do Reichstagu na narodowców, Partię Ludową i Partię Państwową. Co piąta osoba, która uprzednio nie głosowała, tym razem udała się do urn (były to zwłaszcza kobiety), żeby oddać swój głos na nazistów. Nawet co siódmy wyborca głosujący wcześniej na socjaldemokratów, tym razem postawił na nazistów. 30% nowych zdobyczy Partii zostało uzyskanych kosztem drobnych ugrupowań prawicowych. Wśród tych wyborców było wielu, którzy w 1924 i 1928 r. poparli narodowców. Partia nazistowska nadal przyciągała głównie protestantów, poparło ją zaledwie 14% katolików i aż 40% nie-katolików. Tym razem aż 60% głosujących na nazistów wywodziło się z szeroko pojmowanej klasy średniej; 40% stanowili najemni pracownicy fizyczni i ich rodziny, choć, tak jak poprzednio, w przeważającej większości byli to robotnicy, których związki z ruchem robotniczym od zawsze były z różnych względów słabe. Negatywna współzależność pomiędzy liczbą głosów oddanych na nazistów w dowolnym okręgu wyborczym, a skalą bezrobocia, była bardziej wyraźna niż kiedykolwiek wcześniej. Partia nazistowska nadal była uniwersalnym ugrupowaniem społecznego protestu z wyjątkowo silnym poparciem ze strony klasy średniej i relatywnie słabym w tradycyjnej, przemysłowej klasie robotniczej oraz społeczności katolickiej, zwłaszcza na obszarach gdzie istniała silna ekonomiczna i instytucjonalna podbudowa w postaci ruchu robotniczego lub ochotniczych stowarzyszeń katolickich.
Choć lipiec 1932 r. zapewnił partii nazistowskiej potężne zwiększenie siły w Reichstagu, dla jej przywódców przyniósł swego rodzaju rozczarowanie. Dla nich kluczowe w rezultatach nie było to, że powiększyli swoje dotychczasowe przedstawicielstwo w Reichstagu, lecz to, że nie poprawili wyniku z drugiej tury wyborów prezydenckich z marca, ani z wyborów w Prusach z kwietnia. W związku z tym pojawiło się poczucie, że poparcie dla nazistów osiągnęło szczyt. Przede wszystkim, pomimo wzmożonych wysiłków, Partia osiągnęła niewielki sukces w dążeniu do swego nadrzędnego celu, czyli rozbicia elektoratu socjaldemokratów oraz Partii Centrum. Nie było więc ponownego wybuchu wielkiej radości, z jaką naziści powitali wyborczy triumf z września 1930 roku. Joseph Goebbels zwierzył się swemu dziennikowi wrażeniem, że „zdobyliśmy maleńki kawałek”, nic ponadto. „Tym sposobem nie osiągniemy absolutnej większości”, konkludował. Tak więc wybory nadały świeżej energii poczuciu, że jak ujął to Goebbels, „coś musi się wydarzyć. Tym razem koniec opozycji. Teraz czyny!”.

### Próby utworzenia rządu koalicyjnego
Adolf Hitler wykluczył wejście do rządu koalicyjnego kierowanego przez inną partię, biorąc pod uwagę, że jego Partia uzyskała zdecydowanie najwięcej miejsc w narodowym zgromadzeniu ustawodawczym. Stwierdził, że wejdzie do rządu tylko w roli kanclerza Rzeszy. Morderstwo Konrada Piecucha stało się elementem negocjacji nad udziałem nazistów w rządzie pomiędzy Hitlerem, Franzem von Papenem i Paulem von Hindenburgiem. Prezydent Hindenburg był niechętny zaakceptowaniu Hitlera na stanowisku kanclerza, ponieważ mianowanie rządu kierowanego przez lidera partii zwycięskiej w wyborach zbyt mocno przypominałoby powrót do parlamentarnego systemu rządów. Teraz był dodatkowo zaniepokojony morderstwem w Potempie. Hindenburg powiedział do Hitlera 13 sierpnia 1932 roku:

„Nie żywię wątpliwości co do pańskiego umiłowania ojczyzny”, „wobec wszelkich aktów terroru i przemocy, w które, niestety, zaangażowani byli również członkowie dywizji SA, muszę interweniować z najwyższą surowością”.

Papen również nie był skory do powierzenia Hitlerowi kierownictwa gabinetem. Gdy negocjacje się załamały, Hitler oświadczył:

Niemieccy towarzysze w rasie! Każdy z was, kto ma choć trochę zrozumienia dla walki o honor i wolność narodu, zrozumie dlaczego odmawiam wejścia do tego rządu. Sprawiedliwość pana von Papena koniec końców prawdopodobnie skaże na śmierć tysiące narodowych socjalistów. Czy ktokolwiek myśli, że mogliby sprawić, że i ja podpisałbym się pod tymi ślepymi, agresywnymi działaniami, tym wyzwaniem dla całego narodu? Ci panowie się mylą! Panie von Papen, teraz już wiem czym jest pańska splamiona krwią, bezstronność’! Pragnę zwycięstwa dla narodowych Niemiec oraz zagłady dla ich marksistowskich niszczycieli i kazicieli. Nie nadaję się na oprawcę narodowych bojowników o wolność ludu niemieckiego!

### Konsekwencje braku porozumienia
Naziści byli gorzko rozczarowani tym, że przywództwu nie udało się wejść do rządu. Załamanie negocjacji z Hitlerem sprawiło również, że von Papen i Hindenburg stanęli przed problemem uzyskania powszechnej legitymacji swej władzy. Von Papen, przy poparciu Hindenburga, był zdecydowany rozwiązać nowy Reichstag, gdy tylko się zbierze. Miał po temu użyć – lub raczej nadużyć – uprawnienia prezydenta do rządzenia za pomocą dekretów i ogłosić, że nie będzie kolejnych wyborów. Jednak gdy we wrześniu, w chaotycznej atmosferze Reichstag w końcu się zgromadził, Hermann Göring, zgodnie z tradycją przewodniczący sesji jako przedstawiciel najliczniejszego ugrupowania, rozmyślnie zignorował próby ogłoszenia rozwiązania parlamentu przez von Papena i pozwolił komunistom na wniesienie wotum nieufności wobec rządu. Wniosek uzyskał poparcie 512 deputowanych, tylko 42 głosowało przeciw, a 5 wstrzymało się od głosu. Głosowanie dobitnie dowiodło braku poparcia dla von Papena w państwie, plan zniesienia wyborów został porzucony. W tym wypadku rząd nie widział innej możliwości, jak tylko postępować w zgodzie z konstytucją i rozpisać na listopad nowe wybory do Reichstagu.